# Enseignement supérieur en Chine
L'enseignement supérieur en Chine comporte différents réseaux d'universités, de facultés et d'académies d'enseignement supérieur répartis sur l'ensemble du territoire.
En 2007 la Chine comptait 2321 universités et établissements d'enseignement supérieur et 31 millions d'étudiants étaient inscrits

## Composition
Elle comporte notamment des universités organisées au niveau provincial, comme :
- Université du Guangdong ;
- Université du Guangxi ;
- Université de Pékin ;
- Université du Shandong ;
- Université de Shanghai ;
- Université du Sichuan ;
- Université du Tibet.

Ainsi que des universités organisées au niveau des villes-préfectures, comme :
- Université de Nankai ;
- Université de Nankin.

Des réseaux de bibliothèques d'enseignement supérieur :
- CALIS (anglais : China Academic Library & Information System ; chinois : 中国高等教育文献保障系统 ; pinyin : zhōngguó gāoděngjiàoyù wénxiàn bǎozhàng xì)
- CASHL (anglais : China Academic Social Science and Humanities Library) ;
- CADAL (anglais : China Academic Digital Associative Library) ;
- DRAA (anglais : Digital Resource Acquisition Alliance of Chinese Academic Libraries) ;
- NSTL (anglais : National Science and Technology Library).